# Bassiana
Bassiana és un gènere de sauròpsids (rèptils) de la família dels escíncids. Pertany al grup Eugongylus, el gènere Oligosoma n'és estretament emparentat. Un nom alternatiu és Acritoscincus. Per a escíncids similars, vegeu els gèneres Pseudemoia, Lampropholis, i Niveoscincus.

## Espècies[2][3]
- Bassiana duperreyi (Gray, 1838) --
- Bassiana platynota (Peters, 1881) --
- Bassiana trilineata (Gray, 1838) --